# 瀛州 (南梁)
瀛州，是南北朝的州。
梁武帝普通五年（524年），南梁将广州的义安郡改属东扬州，后来又从东扬州分出设置瀛州，治所在海阳（今广东省潮州市东北）。义安郡（治海阳）下辖海阳县、绥安县、海宁县、潮阳县、义招县、程乡县。永定元年（557年），南陈建立后，废除瀛州，义安郡回到广州。